# آن

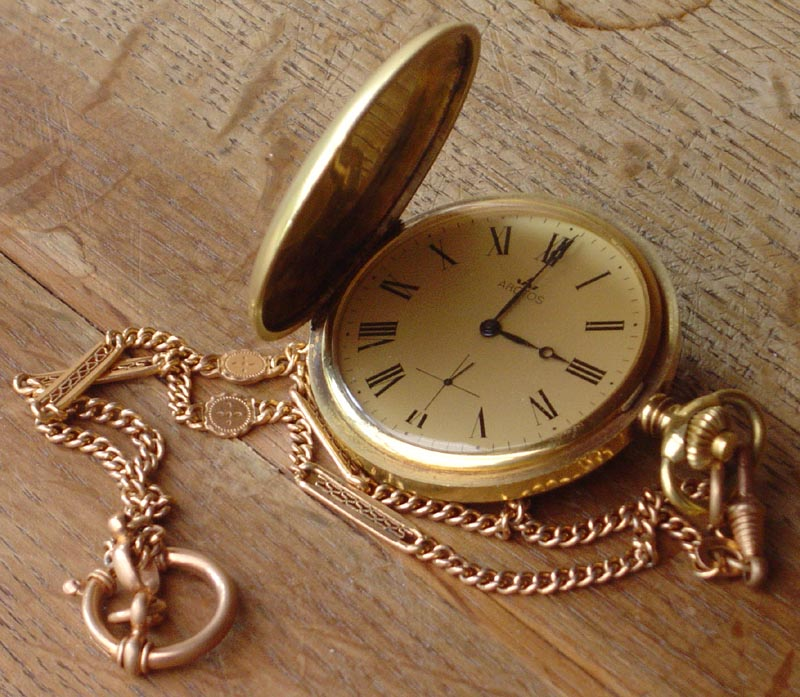

آن هو اللحظة بالنسبة للزمان، كالنقطة بالنسبة إلى المكان، لا امتداد لها ولا مدة، وإنما هي الحد المشترك بين مدتين متعاقبتين. يمكن تعريف مصطلح آن أيضاً على لحظة متناهية في الصغر في الزمن، أي أنها لحظة زوالها فوري.
قام الكثير من الفلاسفة على مر العصور بتعريف الآن، منهم أرسطو في كتابه الفيزياء عندما كتب على مفارقات زينون، ومنهم أبو حامد الغزالي، الذي قال بتعريف الآن على أنه «طرف يشترك فيه الماضي والمستقبل من الزمان». كما اشتغل الفيلسوف بيرتراند راسل لاحقاً بمحاولة تعريف دقيقة للحظة الآنية.

## اقرأ أيضاً
- الزمن
- إذ